# M. Arcta Nowoczesna Encyklopedia Ilustrowana
M. Arcta Nowoczesna Encyklopedia Ilustrowana – ilustrowana, dwutomowa, polska encyklopedia ogólna wydana w 1936 przez wydawnictwo Michała Arcta pod redakcją Zofii de Bondy .

## Opis
Wydrukowana zostaław Warszawie w 1937, w dwóch tomach :
- t.I – (960 s.), kolorowe tablice, mapy złożone
- t. II – (960 s.), kolorowe tablice, mapa złożona, ilustracje, errata